# Енкју
Енкју (延久) је јапанска ера (ненко) која је настала после Џирјаку и пре Џохо ере. Временски је трајала од априла 1069. до августа 1074. године и припадала је Хејан периоду. Владајући цареви били су Го-Санџо и Ширакава.

## Важнији догађаји Енкју ере
- 1069. (Енкју 1): Супруга новопостављеног цара добила је титулу „Чугу“.[3]
- 1072. (Енкју 4, осми дан дванаестог месеца): У шестој години Го-Санџо владавине цар абдицира у корист свог сина. Нови владар је цар Ширакава.[4][5][6]
- 1073. (Енкју 5, двадесетпрви дан четвртог месеца): Го-Санџо постаје будистички монах. Његово монашко име је Конго-гјо.[7]
- 1073. (Енкју 5, седми дан петог месеца): Бивши цар Го-Санџо умире у 40 години.[7]